# Borys Godunow (film 1989)
Borys Godunow – film muzyczny z 1989 roku według scenariusza i w reżyserii Andrzeja Żuławskiego. 
Film jest kinową interpretacją opery rosyjskiego kompozytora, Modesta Musorgskiego z 1874 roku pod tym samym tytułem. Opera Musorgskiego jest oparta na sztuce rosyjskiego dramaturga Aleksandra Puszkina z roku 1825 i opowiada historię cara Borysa Godunowa, rządzącego Rosją na przełomie XVI i XVII wieku w czasach wielkiej smuty. Stronę muzyczną filmu zrealizował Mstisław Rostropowicz, który w czołówce filmu zdystansował się jednak od przesłania filmu w ujęciu Żuławskiego. 

## Obsada
- Ruggero Raimondi (bas-baryton) – Borys Fiodorowicz Godunow, car
- Kenneth Riegel (tenor charakterystyczny) – książę Wasyl Iwanowicz Szujski
- Pavel Slaby (tenor liryczny) – mnich Grigorij Otriepiew, łże-car Giszka Samozwaniec
- Bernard Lefort (bas profondo) – mnich Pimen
- Delphine Forest (tylko gra; śpiewa Galina Wiszniewska, sopran liryczny) – Maryna Mniszchówna

## Literatura dodatkowa
- Lesław Czapliński. Borys Godunow. „Kino”, s. 39, 1/1991.